# Фрювирт, Андреас Франц
Андреас Франц Фрювирт (нем. Andreas Franz Frühwirth; 21 августа 1845, Санкт-Анна-ам-Айген, Австрийская империя — 9 февраля 1933, Рим, королевство Италия) — австрийский куриальный кардинал и ватиканский дипломат, доминиканец. Генеральный магистр ордена проповедников с 19 сентября 1891 по 21 мая 1904. Апостольский нунций в Баварии с 26 октября 1907 по 6 декабря 1915. Титулярный архиепископ Эраклеи с 7 ноября 1907 по 6 декабря 1915. Апостольский про-нунций в Баварии с 6 декабря 1915 по ноябрь 1916. Камерленго Священной Коллегии кардиналов с 23 мая 1923 по 24 марта 1924. Великий пенитенциарий с 8 января 1925 по 9 декабря 1927. Канцлер Святой Римской Церкви с 19 декабря 1927 по 9 февраля 1933. Кардинал-священник с 6 декабря 1915, с титулом церкви pro illa vice Санти-Косма-э-Дамиано с 7 декабря 1916 по 19 декабря 1927. Кардинал-священник с титулом церкви Сан-Лоренцо-ин-Дамазо с 19 декабря 1927.